# Корнельяно-Лауденсе
Корнельяно-Лауденсе (італ. Cornegliano Laudense) — муніципалітет в Італії, у регіоні Ломбардія, провінція Лоді.
Корнельяно-Лауденсе розташоване на відстані близько 460 км на північний захід від Рима, 25 км на південний схід від Мілана, 9 км на захід від Лоді.
Населення — 2946 осіб (2014).

## Демографія
Населення за роками:

Станом на 1 січня 2023 року в муніципалітеті офіційно проживали 233 іноземці з 30 країн, серед них 122 громадяни країн Євросоюзу та 6 громадян України.

## Сусідні муніципалітети
- Лоді
- Лоді-Веккіо
- Массаленго
- П'єве-Фіссірага
- Сан-Мартіно-ін-Страда